# Valeriu Moldovan (Drept între popoare)
Valeriu Moldovan (n. 1912, România – d. 17 octombrie 1972) a trăit cu soția și doi copii în orașul Bistrița în timpul celui de-al Doilea Război Mondial. Valeriu era proprietarul unui atelier de tâmplărie / dulgherie în oraș. Este cunoscut pentru faptul că a ajutat și salvat doi evrei în perioada Holocaustului, riscându-și viața. A fost distins după moarte cu titlul "Drept între popoare".

## Salvarea evreilor în timpul Holocaustului
Bistrița a trecut sub administrație maghiară în 1940 în urma Dictatului de la Viena. În martie 1944 Ungaria a fost ocupată de Germania și în scurt timp evreii Ardealului de Nord au început să fie deportați în ghetouri și trimiși cu trenurile la Lagărul de concentrare Auschwitz. 
Solomon Fleischman avea 16 ani când tatăl său a hotarât că șansa de supraviețuire a familiei cu 11 copii ar fi mai mare dacă unii dintre membrii familiei s-ar împrăștia și s-ar ascunde independent în loc ca toți să rămână împreună. Astfel Solomon s-a ascuns într-o mică peșteră din apropiere, unde întâmplător l-a găsit și pe unchiul său Benjamin Perlstein. După câteva zile, când au rămas fără mâncare, Solomon a apelat la un prieten de-al său de 14 ani care lucra în atelierul de tâmplărie  din apropiere a lui Valeriu Moldovan. Timp de 3 săptămâni cei doi fugari au primit pâine la câte 3 zile de la acel tânăr prieten.
Valeriu Moldovan i-a descoperit pe fugari și s-a hotărât să-i ajute chiar el, fără să ceară nimic în schimb. Astfel timp de cinci luni, până în octombrie 1944 când regiunea a fost eliberată, cei doi fugari au fost ajutați de Moldovan și ucenicul său.
Solomon Fleischmann a fost singurul din familia apropiată care a supraviețuit Holocaustului. După război atât el cât și unchiul au emigrat în America. Fleishman a menținut legătura cu familia Moldovan de-a lungul anilor.

## Acordarea titlului de "Drept între popoare"
În 4 mai 1994 Yad Vashem i-a recunoscut faptele de bravură și i-a conferit titlul de "Drept între popoare", titlu acordat celor care riscăndu-și propria viața, familia și averea si-au păstrat omenia și iubirea aproapelui, ajutându-i și salvându-i pe evreii prigoniți.